# میدوی، شهرستان لاپاز، آریزونا
میدوی (به انگلیسی: Midway) یک منطقهٔ مسکونی در ایالات متحده آمریکا است که در آریزونا واقع شده‌است. میدوی ۴۴۳ متر بالاتر از سطح دریا واقع شده‌است.